# 濟農
濟農（又叫济囊、吉囊、吉能）是蒙古帝国、中國清時期蒙古族的官員頭銜。

## 沿革
關於濟農一詞的來源，说法不一。有人説来自汉语“亲王”一词，也有人说来是汉语“晋王”的蒙古语译音，发音逐渐被蒙古化，便衍生出“济农”一词（隋炀帝、唐高宗、宋太宗即位前均为晋王，故唐宋两朝有太子封晋王的传统，蒙古入主中原后，转译音变），意为“储君”或“副汗”。
元代，济农为主持成吉思汗祭祀礼仪的大臣。明朝时期，蒙古汗廷继续存在济农之职，为蒙古可汗下属的主持朝政大事、兼管祭祀的官员。1512年（明正德七年），巴图孟克达延汗将蒙古各部重新划分为六个万户之后，济农統領右翼三万户，為万户长官。鄂尔多斯万户济农，兼管成吉思汗八白宫及守护者达尔扈特事务。清朝于1649年（顺治六年）在鄂爾多斯設伊克昭盟，实行札萨克制度后，仅在鄂尔多斯留下“济农”这一称号。自此，济农不再是军政官员称号，仅为专管八白宫及达尔扈特部落的官员称号。
入清後，鄂尔多斯济农多由伊克昭盟盟长兼任，有时也由旗札萨克兼任。1766年（乾隆三十年），清廷下文，委任“鄂尔多斯札萨克贝子旗的贝子纳木扎勒多尔济为成吉思汗八白宫祭祀事务管理之札萨克。”1828年（道光八年），清廷指示伊克昭盟盟长称，很早之前，自鄂尔多斯七旗为祭祀成吉思汗事宜抽调了达尔扈特五百户，“将这部分民众不要归属王管理，而专门选出一名札萨克进行管理。”
在喀爾喀，濟農這個頭銜出現於16世紀末17世紀初。最初是授予留在外喀爾喀負責守護成吉思汗「查干蘇勒德」者的特殊稱號，但那些追逐權力和地位的王公和台吉們最終使得濟農這一稱號的涵義被淡化，後成為貴族頭銜上的美號。
清朝，理藩院直接管理鄂尔多斯济农，对济农的任免、奖惩均由理藩院执行。伊克昭盟盟长与济农分开设置之时，济农协助盟长专管成吉思汗八白宫及达尔扈特事务。但济农有权不通过伊克昭盟盟长而直接向清廷呈报、反映相关事宜。
中华民国时期，延用达尔扈特原有的管理体制，济农官衔一直延用至1949年中华人民共和国成立方才废止。

## 历任济农
大蒙古国建立前，成吉思汗曾任命木华黎将军为“全军济农”。元朝，济农由朝廷大臣担任。元朝歷史上第一位濟農是甘麻剌，1292年起在八白宫守陵。
自北元时期起，济农成为仅次于可汗的官员，由成吉思汗的后代、黄金家族成员担任。1433年（明朝宣德八年），脱脱不花被推戴为蒙古的岱总汗后，以其弟阿噶巴尔吉为济农辅政，阿噶巴尔吉也成为蒙古历史上首位使用“济农”稱號的蒙古貴族。
1512年（明朝正德七年），巴图孟克达延汗重新统一东部蒙古各部，派三子巴尔斯博罗特任“鄂尔多斯、土默特、永谢布等右翼三万户济农”。自此，鄂尔多斯济农由成吉思汗后裔、巴图孟克达延汗的后代世袭。
大蒙古国至巴图孟克达延汗时期以前（13世纪初至16世纪初）曾任济农的部分官员有：
- 成吉思汗时期：木华黎济农
- 元朝：甘麻剌济农，也孙铁木儿济农，巴达玛热格吉宝济农
- 都沁·都尔本：阿噶巴尔吉济农，额森（也先）济农，巴颜猛克（孛勒忽）济农[2]

巴图孟克达延汗时期（1512年）以后，担任鄂尔多斯济农的官员有：
|                                  | 名字                     | 任命       | 卸任     | 备注                                                                                                  |
| -------------------------------- | ------------------------ | ---------- | -------- | --- |
| 蒙古本部（1512年－1634年）       |                          |            |          | |
| 1                                | 乌鲁斯博罗特             | 1512年     | 1512年   | 巴图孟克达延汗次子                                                                                    |
| 2                                | 巴尔斯博罗特             | 1512年     | 1531年   | 巴图孟克达延汗三子                                                                                    |
| 3                                | 衮必里克图               | 1531年     | 1550年   | 巴尔斯博罗特长子                                                                                      |
| 4                                | 诺延达拉                 | 1551年     | 1573年   | 衮必里克图长子                                                                                        |
| 5                                | 宝颜巴特尔               | 1573年     | 1575年   | 诺延达拉长子                                                                                          |
| 6                                | 博硕克图                 | 1575年     | 1624年   | 诺延达拉之孙                                                                                          |
| 7                                | 斯楞额尔德尼             | 1626年     | 1626年   | 博硕克图长子                                                                                          |
| 8                                | 额璘臣                   | 1627年     | 约1630年 | 博硕克图之子 斯楞额尔德尼之弟                                                                         |
| 9                                | 图巴                     | 1630年     | 1634年   | 博硕克图之子 额璘臣之弟                                                                               |
| 清朝至中华民国（1649年－1949年） |                          |            |          | |
| 8                                | 额璘臣                   | 1649年     | 1656年   | 博硕克图之子 斯楞额尔德尼之弟 鄂尔多斯左翼中旗札萨克多罗郡王 伊克昭盟盟长                             |
| 10                               | 固噜                     | 1657年     | 1680年   | 额璘臣侄 鄂尔多斯左翼中旗札萨克多罗郡王                                                               |
| 11                               | 固噜斯希布               | 1680年     | 1704年   | 鄂尔多斯左翼后旗札萨克固山贝子                                                                        |
| 12                               | 栋啰布                   | 1704年     | 1706年   | 鄂尔多斯左翼中旗札萨克多罗郡王                                                                        |
| 13                               | 松喇布                   | 1706年     | 1709年   | 鄂尔多斯右翼中旗札萨克多罗贝勒                                                                        |
| 14                               | 色楞喇什                 | 1707年     | 1712年   | 鄂尔多斯右翼后旗札萨克固山贝子                                                                        |
| 15                               | 纳木札勒色楞             | 1713年     | 1728年   | 鄂尔多斯左翼后旗札萨克固山贝子                                                                        |
| 16                               | 札木扬                   | 1728年     | 1733年   | 鄂尔多斯左翼中旗札萨克多罗郡王 伊克昭盟盟长                                                           |
| 17                               | 喇什色楞                 | 1734年     | 1739年   | 鄂尔多斯右翼前旗札萨克固山贝子 伊克昭盟盟长                                                           |
| 18                               | 齐旺班珠尔               | 1739年     | 1772年   | 鄂尔多斯右翼后旗札萨克固山贝子 伊克昭盟盟长                                                           |
| 19                               | 纳木扎勒多尔济           | 1765年     | 1777年   | 鄂尔多斯左翼前旗札萨克固山贝子                                                                        |
| 20                               | 栋日布色楞               | 1778年     | 1798年   | 鄂尔多斯右翼中旗札萨克多罗贝勒                                                                        |
| 21                               | 什当巴拜                 | 1798年     | 1812年   | 鄂尔多斯左翼中旗札萨克多罗郡王                                                                        |
| 22                               | 嘎勒桑吉格米德道尔吉     | 1812年     | 1816年   | 鄂尔多斯右翼前末旗札萨克头等台吉                                                                      |
| 23                               | 索诺木喇布斋根敦         | 1816年     | 1834年   | 鄂尔多斯右翼中旗札萨克多罗贝勒 伊克昭盟盟长                                                           |
| 24                               | 端多布色楞               | 1834年     | 1841年   | 鄂尔多斯右翼后旗札萨克固山贝子 伊克昭盟盟长                                                           |
| 25                               | 贡藏热布丹札木苏         | 1841年     | 1851年   | 鄂尔多斯右翼中旗札萨克多罗贝勒 伊克昭盟盟长                                                           |
| 26                               | 恩克巴雅尔               | 1851年     | 1858年   | 鄂尔多斯右翼前末旗札萨克一等台吉 伊克昭盟盟长                                                         |
| 27                               | 巴达尔呼                 | 1874年     | 1883年   | 鄂尔多斯右翼前旗札萨克固山贝子 伊克昭盟盟长                                                           |
| 28                               | 额尔肯毕里克             | 1883年     | 1884年   | 鄂尔多斯左翼中旗札萨克多罗郡王                                                                        |
| 29                               | 札那嘎尔迪               | 1884年     | 1901年   | 鄂尔多斯左翼前旗札萨克固山贝子 伊克昭盟盟长                                                           |
| 30                               | 阿尔宾巴雅尔             | 1902年     | 1904年   | 鄂尔多斯右翼后旗札萨克固山贝子 伊克昭盟盟长                                                           |
| 31                               | 察克都尔色楞             | 1904年     | 1908年   | 鄂尔多斯右翼前旗札萨克固山贝子 伊克昭盟盟长                                                           |
| 30                               | 阿尔宾巴雅尔             | 1908年     | 1913年   | 鄂尔多斯右翼后旗札萨克固山贝子 伊克昭盟盟长                                                           |
| 32                               | 特古斯阿拉坦呼雅克图     | 1915年     | 1916年   | 鄂尔多斯左翼中旗札萨克多罗郡王 伊克昭盟盟长                                                           |
| 33                               | 逊布尔巴图               | 1916年     | 1924年   | 鄂尔多斯左翼后旗札萨克多罗贝勒 伊克昭盟盟长                                                           |
| 34                               | 沙克都尔扎布             | 1924年     | 1945年   | 鄂尔多斯右翼前末旗札萨克一等台吉 伊克昭盟盟长                                                         |
| 35                               | 图布升吉尔格勒           | 1945年     | 1949年   | 鄂尔多斯左翼中旗札萨克多罗郡王 伊克昭盟盟长                                                           |
| 36                               | 伊尔德尼博录特（奇忠义） | 1949年     |          | 鄂尔多斯左翼中旗札萨克多罗郡王 伊克昭盟副盟长 （1949年任济农）                                        |
| —                                | 鄂其尔呼雅克图           | （1949年） |          | 鄂尔多斯右翼前末旗札萨克固山贝子 伊克昭盟盟长 伊克昭盟自治政府政务委员会主任 （1949年起履行济农职责） |